# Podgórski łęg jesionowy
 Podgórski  łęg jesionowy Carici remotae-Fraxinetum (Koch, 1926 ex Faber, 1936) – zespół leśny należący do lasów łęgowych. 

## Rozmieszczenie geograficzne
Występuje w zachodniej i środkowej Europie z optimum w rejonie silnych wpływów klimatu morskiego – w południowej Anglii i północnej Francji. Sięga na wschód wzdłuż wybrzeży Morza Północnego i Bałtyckiego po Litwę, poza tym na południu i południowym wschodzie wykształca się na obszarach górskich i wyżynnych sięgając po Pireneje, Alpy i Karpaty. 
W Polsce występuje w niższych partiach Sudetów i Karpaty, także na Przedgórzu Sudeckim, na Wyżynie Śląsko-Krakowskiej i Małopolskiej. Na północy jest rzadki w Pojezierzach Południowobałtyckich i tam też zwykle słabiej wykształcony, nawiązując mocno do łęgu jesionowo-olszowego.

## Warunki siedliskowe
Zespół leśny kształtujący się w dolinach niewielkich zwykle cieków o znacznym spadku oraz w obrębie źródlisk; na glebach bardzo żyznych, drobnoziarnistych, zwykle madach z zachodzącym procesem darniowym (czarnoziemnym) i brunatnienia, czasem też z procesem bagiennym skutkującym powstawaniem mułu, o odczynie obojętnym lub lekko zasadowym.
W typologii siedliskowej lasów siedliska zajmowane przez tę roślinność identyfikowane są na niżu jako ols jesionowy (OIJ), a na obszarach górskich i wyżynach jako las łęgowy górski (LłG) i las łęgowy wyżynny (Lłwyż), rzadziej ols jesionowy górski (OlJG) i ols jesionowy wyżynny (OlJwyż).

## Kompozycja gatunkowa
Charakterystyczna kombinacja gatunków
ChCl.: klon polny (Acer campestre), klon zwyczajny (Acer platanoides), podagrycznik pospolity (Aegopodium podagraria), zawilec gajowy (Anemone nemorosa), kłosownica leśna (Brachypodium sylvaticum), dzwonek pokrzywolistny (Campanula trachelium), turzyca palczasta (Carex digitata), leszczyna pospolita (Corylus avellana), kruszczyk szerokolistny (Epipactis helleborine), trzmielina pospolita (Euonymus europaeus), trzmielina brodawkowata (Euonymus verrucosus), jesion wyniosły (Fraxinus excelsior), przylaszczka pospolita (Hepatica nobilis), łuskiewnik różowy (Lathraea squamaria), wiciokrzew pospolity (Lonicera xylosteum), perłówka zwisła (Melica nutans), wiechlina gajowa (Poa nemoralis), jaskier różnolistny (Ranunculus auricomus), porzeczka alpejska (Ribes alpinum), szałwia lepka (Salvia glutinosa), cebulica dwulistna (Scilla bifolia)
ChO.: piżmaczek wiosenny (Adoxa moschatellina), czosnek niedźwiedzi (Allium ursinum), zawilec żółty (Anemone ranunculoides), sałatnica leśna (Aposeris foetida), kopytnik pospolity (Asarum europaeum), jarzmianka większa (Astrantia major), żurawiec falisty (Atrichum undulatum), turzyca leśna (Carex sylvatica), kokorycz pusta (Corydalis cava), kokorycz wątła (Corydalis intermedia), kokorycz drobna (Corydalis pumila), wawrzynek wilczełyko (Daphne mezereum), nerecznica samcza (Dryopteris filix-mas), wilczomlecz migdałolistny (Euphorbia amygdaloides), wilczomlecz słodki (Euphorbia dulcis), dzióbkowiec bruzdowany (Eurhynchium striatum), ziarnopłon wiosenny (Ficaria verna), złoć mała (Gagea minima), jasnota gajowiec (Lamiastrum galeobdolon), przytulia wonna (Galium odoratum), niecierpek pospolity (Impatiens noli-tangere), zdrojówka rutewkowata (Isopyrum thalictroides), groszek wiosenny (Lathyrus vernus), lilia złotogłów (Lilium martagon), tojeść gajowa (Lysimachia nemorum), szczyr trwały (Mercurialis perennis), prosownica rozpierzchła (Milium effusum), gnieźnik leśny (Neottia nidus-avis), czworolist pospolity (Paris quadrifolia), zerwa kłosowa (Phyteuma spicatum), kokoryczka wielokwiatowa (Polygonatum multiflorum), pierwiosnek wyniosły (Primula elatior), miodunka ćma (Pulmonaria obscura), miodunka plamista (agg.) (Pulmonaria officinalis), jaskier kaszubski (Ranunculus cassubicus), jaskier kosmaty (Ranunculus lanuginosus), żankiel zwyczajny (Sanicula europaea), trędownik bulwiasty (Scrophularia nodosa), czyściec leśny (Stachys sylvatica), przetacznik górski (Veronica montana), fiołek leśny (Viola reichenbachiana)
ChAll.: perz psi (Elymus caninus), olsza szara (Alnus incana), turzyca zwisła (Carex pendula), turzyca rzadkokłosa (Carex remota), turzyca zgrzebłowata (Carex strigosa), śledziennica skrętolistna (Chrysosplenium alternifolium), czartawa drobna (Circaea alpina), czartawa pośrednia (Circaea intermedia), czartawa pospolita (Circaea lutetiana), skrzyp olbrzymi (Equisetum telmateia), kostrzewa olbrzymia (Festuca gigantea), ziarnopłon wiosenny (Ficaria verna), złoć żółta (Gagea lutea), pióropusznik strusi (Matteuccia struthiopteris), czeremcha zwyczajna (Prunus padus), płożymerzyk falisty (Plagiomnium undulatum), porzeczka czerwona (Ribes spicatum), szczaw gajowy (Rumex sanguineus), gwiazdnica gajowa (Stellaria nemorum), wiąz pospolity (Ulmus minor)
DAll.: olsza czarna (Alnus glutinosa), olsza szara (Alnus incana), wietlica samicza (Athyrium filix-femina), knieć błotna (Caltha palustris), śledziennica skrętolistna (Chrysosplenium alternifolium), czartawa pospolita (Circaea lutetiana), ostrożeń warzywny (Cirsium oleraceum), pępawa błotna (Crepis paludosa), tojeść pospolita (Lysimachia vulgaris), szczawik zajęczy (Oxalis acetosella), jaskier rozłogowy (Ranunculus repens), gwiazdnica gajowa Stellaria nemorum
ChAss.: turzyca rzadkokłosa (Carex remota), czartawa pośrednia (Circaea intermedia), skrzyp olbrzymi (Equisetum telmateia), szczaw gajowy (Rumex sanguineus)
DAss.: turzyca zwisła (Carex pendula), turzyca zgrzebłowata (Carex strigosa), śledziennica naprzeciwlistna (Chrysosplenium oppositifolium), przetacznik górski (Veronica montana).
DrzewostanW typowych warunkach tworzy głównie jesion wyniosły, z różnym udziałem (czasem dominacją) olszy czarnej (na niżu) i szarej (w górach i wyżynach). Mniej licznie i lokalnie gatunkom tym towarzyszą: klon jawor, klon zwyczajny, buk zwyczajny, wiąz górski, dąb szypułkowy, lipa drobnolistna. Warstwa krzewów jest zwykle słabo wykształcona, tworzą ją m.in.: leszczyna pospolita, trzmielina pospolita, głogi, na obszarach górskich też wiciokrzew czarny.
RunoZwykle dość zwarte, bujne i zróżnicowane gatunkowo (zwłaszcza na obszarach górskich). Tworzą je wyżej wymienione gatunki charakterystyczne i wyróżniające dla zespołu, którym najczęściej i najliczniej towarzyszą: pokrzywa zwyczajna, niecierpek pospolity, czyściec leśny, podagrycznik pospolity, kostrzewa olbrzymia, jasnota gajowiec i inne. W górach i na wyżynach także: starzec jajowaty, świerząbek orzęsiony, jarzmianka większa.